# Lémanis
Lémanis est une société anonyme de droit suisse, et une filiale commune des CFF et de la Société nationale des chemins de fer français (SNCF) (via SNCF Voyageurs). Basée à Genève, elle est chargée de promouvoir et de coordonner l'exploitation du Léman Express. Légalement, ce n'est pas une entreprise ferroviaire.

## Contexte
Lancé au cours des années 2000, le projet Léman Express consiste à la mise en place d'un réseau express régional centré sur Genève et desservant notamment les villes d'Annecy, Annemasse, Bellegarde-sur-Valserine, Coppet, Évian-les-Bains et Saint-Gervais-les-Bains. La difficulté de ce projet réside dans son caractère transfrontalier, le réseau desservant deux pays : la Suisse et la France. L'infrastructure clé de ce projet est le CEVA, la ligne ferroviaire Genève – Annemasse, mise en service le 15 décembre 2019 et qui a conditionné l'ouverture du réseau express régional.

## Histoire
Le précurseur de Lémanis était la société Transferis, une société d'études et marketing filiale des deux compagnies et basée à Annemasse. Lancée au cours des années 2000, l'objectif de Transferis était de créer et promouvoir l'offre du projet de transport transfrontalier Léman Express.
Co-détenue par les CFF et la SNCF, la création de Transferis a été concrétisée par la signature d'un accord le 8 février 2008 entre Guillaume Pepy (président de la SNCF) et Andreas Meyer (président des CFF)
Transferis disparaît à la fin de l'année 2016, remplacée par Lémanis, une filiale commune des CFF (60 %) et de la SNCF (40 %) basée à Genève. Lémanis reprend les missions de Transferis et y ajoute la coordination des services entre les CFF et la SNCF dans le cadre de l'exploitation du futur réseau transfrontalier,. Si ses statuts sont déposés le 15 mars 2017, la nouvelle société est officiellement lancée le 5 mai 2017.

## Missions et organisation
Basée à Genève, elle a pour objectif de coordonner le travail des CFF et de la SNCF sur la mise en place, la promotion et l'exploitation du Léman Express, selon les termes du contrat de coopération signé le 9 mars 2017 à Paris. Elle est détenue à 60 % par les CFF et à 40 % par la SNCF, mais n'est pas une entreprise ferroviaire selon ses statuts soit une situation similaire à celle de Lyria, une autre filiale commune entre les CFF et la SNCF. Elle possède pour des raisons juridiques une société-sœur en France, basée à Annemasse.
Son organisation repose sur l'Organisation de mise en exploitation (OMEX), une équipe commune co-dirigée par un représentant de chaque société. Le directeur est Mathieu Fleury (des CFF), secondé par Blaise Pawlikowski, son adjoint (de la SNCF).